# Pick and Shovel
Pick and Shovel è un cortometraggio muto del 1923 diretto da George Jeske e prodotto da Hal Roach con Stan Laurel.
Il cortometraggio fu presentato il 17 giugno 1923.

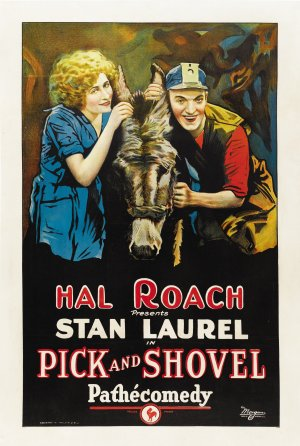
Poster di Pick and Shovel

## Trama
Stan viene assunto come minatore e inizia il suo primo giorno di lavoro impressionando con la sua maldestrità tutti, ma proprio tutti compreso il suo capo.
Il minatore "scelto" da Stan è Finlayson, il padre di una bella ragazza amante degli asini di cui poi questi s'innamorerà.
Però vengono subito scoperti da suo padre, che manda via la figlia e incarica Stan di badare al mulo con cui fa dei dispetti al povero Finlayson.
Questi adirato, lo manda a scaricare un carro pieno di dinamite dove si nasconde la ragazza.
Mentre Stan si riposa fumando una pipa viene costretto ad abbandonare il mezzo perché si è rotto un tubo dell'acqua e lui deve riparalo, altrimenti l'intera miniera verrà allagata.
La situazione precipita: mentre Stan è indaffarato a tappare il buco, la ragazza fa cadere la pipa tra le scatole e tutto comincia a bruciare...

## Cast
- Stan Laurel - Stan, il minatore
- James Finlayson - lo straniero, soprintendente dei minatori
- Katherine Grant - sua figlia
- George Rowe - il minatore
- Sammy Brooks - il minatore
- William Gillespie - il capo